# 2137 Priscilla
2137 Priscilla è un asteroide della fascia principale del diametro medio di circa 41,01 km. Scoperto nel 1936, presenta un'orbita caratterizzata da un semiasse maggiore pari a 3,1824896 UA e da un'eccentricità di 0,0614071, inclinata di 11,71447° rispetto all'eclittica.